# Lluís Maria Todó

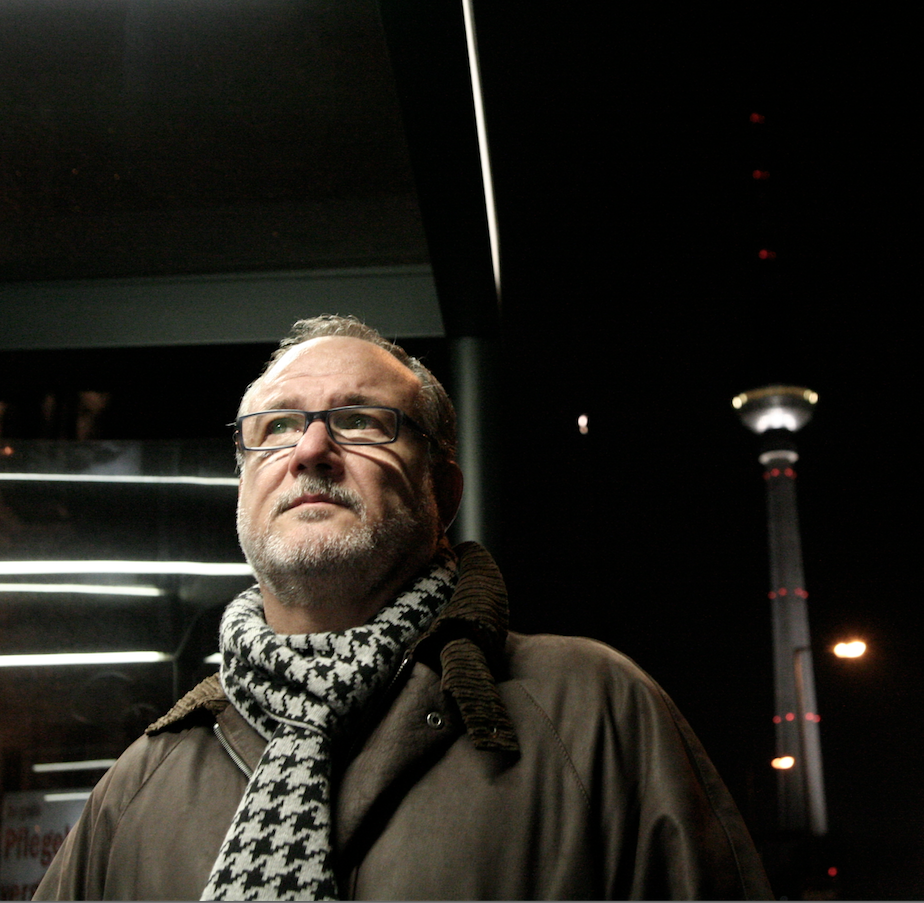
Lluís Maria Todó

Lluís Maria Todó i Vila (Barcelona, 25 de febrer de 1950) és un professor universitari, escriptor, crític literari i traductor català.

## Biografia
Lluís Maria Todó va cursar filologia francesa a les universitats de Pau, París i Barcelona, on va doctorar-se l'any 1981.
El setembre de 1975 va començar la seva carrera docent al centre que en aquell moment era la delegació a Lleida de la Universitat de Barcelona, on s'encarregava de les assignatures de llengua i literatura franceses. L'any següent, 1976, va integrar-se a la Facultat de Filologia de la UB, on va impartir fins al 1993 diverses assignatures relacionades amb la literatura francesa i la teoria literària, amb l'excepció del curs 1980-1981, quan va residir a Atenes exercint com a professor de llengua i cultura espanyoles al centre cultural de l'Ambaixada d'Espanya. El gener de 1981 es va doctorar a la UB amb una tesi sobre el novel·lista francès del segle xii Chrétien de Troyes. En 1993 va entrar com a professor titular a la Facultat de Traducció i Interpretació de la recentment fundada Universitat Pompeu Fabra. L'any 2010 va ser nomenat professor emèrit d'aquesta universitat.
Ha col·laborat regularment en la premsa escrita de Barcelona: durant anys va exercir de crític musical i literari al diari La Vanguardia, i posteriorment, va escriure cròniques a les edicions catalanes dels diaris El País i El Mundo.
Va ser fundador i codirector de les col·leccions “Súnion” i «Biblioteca Pompeu Fabra», unes iniciatives de coedició entre Edicions Destino i la UPF, especialitzades en la traducció dels clàssics universals al català.
Com a traductor literari, va iniciar-se molt aviat en la versió de llibres, sobretot del francès, al castellà i al català. La seva primera traducció en aquest àmbit és la de la novel·la francesa Casse Cash, de Klotz, editada a la Serie Negra, Laia, en 1973. Han seguit nombroses traduccions de llibres de tots els gèneres i, durant els anys 1980, de pel·lícules i sèries per a la televisió catalana.
La seva carrera de novel·lista va començar el 1992 amb la publicació de la novel·la Els plaers ficticis, que va ser molt ben rebuda per la crítica. L'any 2006 va ser distingit amb el Premi Josep Pla amb El mal francès. De quasi totes les seves novel·les escrites originalment en català l'autor n'ha fet la versió castellana.
Ha publicat nombrosos escrits sobre literatura francesa i europea, i sobre diversos aspectes de la traducció. Mereix destacar-se el llibre El simbolismo, de l'any 1987, un estudi sobre la poesia simbolista europea. Ha donat conferències sobre literatura francesa i traducció, i també sobre els seus llibres, i ha participat a nombrosos congressos i fòrums nacionals i internacionals sobre els temes de la seva especialitat.
Ha sigut vicepresident d'ACEC (Associació Col·legial d'Escriptors de Catalunya), i com a membre del Grup de Treball sobre Ensenyament de la Traducció Literària del CEATL (Conseil Européen des Associations de Traducteurs Littéraires) ha col·laborat en la redacció del document sobre l'ensenyament de la traducció literària a Europa.

## Obres originals
- 1991 Els plaers ficticis (versió castellana: Placeres ficticios, 1993).
- 1994 El joc del mentider (versió castellana: El juego del mentiroso, 1993).
- 1997 L'adoració perpètua (versió castellana: La adoración perpetua, 1999).
- 2001 El cant dels adéus.
- 2002 Carta a un adolescent gai.
- 2002 Amores imposibles (col·lectiu, amb L. Alas, L.O. Deulofeu, L.G. Martín, E. Mendicutti, V. Molina Foix, L.A. de Villena).
- 2003 Isaac i els dubtes.
- 2003 Tancat per vacances (col·lectiu, amb Sebastià Alzamora, Lluís Calvo, Miquel de Palol i Muntanyola, Gemma Lienas, Andreu Martín, Isabel Olesti, Eva Piquer i Maria Mercè Roca).
- 2004 Tu piel en mi boca (col·lectiu amb Luis Antonio de Villena, Marcelo Soto, Lawrence Schimel, Norberto Luis Romero, Pablo Peinado, Mario Merlino, Eduardo Mendicutti, Antonio Jiménez Ariza, José Infante, Juan P. Herraiz, Francisco J. Gutiérrez, Luis G. Martín, Luis Deulofeu, Moncho Borrajo, Luis Algorri, Leopoldo Alas Mínguez).
- 2006 El mal francès (Premi Josep Pla; versió castellana: El mal francés, 2009).
- 2014 El año de las mil noches.
- 2014 Lo que no se dice (col·lectiu, amb Luis Antonio de Villena, Eduardo Mendicutti, Luisgé Martín, Fernando J. López, Óscar Esquivias, Luis Cremades, Lawrence Schimel, José Luis Serrano, Óscar Hernández Campano, Álvaro Domínguez).
- 2015 L'últim mono (Barcelona: Club Editor)
- 2017 Gramàtica dels noms propis.

## Traduccions principals
- 1990 Chrétien de Troyes, Perceval
- 1992 Balzac, La mujer de treinta años
- 1993 Maupassant, La petita Roque i altres relats
- 1994 Flaubert, L'Educació sentimental
- 1995 Nerval, Sylvie
- 1997 Laferrière, Cómo hacer el amor con un negro sin cansarse
- 1998 Kundera, La identidad
- 2000 Zola, Thérèse Raquin
- 2000 Tournier, El espejo de las ideas
- 2000 Verne, Viatge al centre de la terra
- 2001 Maupassant, Vetllant un mort i altres contes
- 2002 Bossuet, Sermons i discursos
- 2004 Prévost, Manon Lescaut
- 2005 Verne, L'illa del tresor
- 2008 Flaubert, Tres contes
- 2010 Artaud, Van Gogh suïcidat per la societat
- 2010 Vian, Verconquin y el plancton
- 2011 Maupassant, Una vida
- 2011 Bédier, La historia de Tristán e Isolda
- 2011 Fénéon, Novelas en tres líneas
- 2011 Balzac, Tratado de la vida elegante
- 2012 Simenon, El gat
- 2012 Simenon, El gos groc
- 2012 Molière,Tartuf
- 2014 Flaubert,Madame Bovary
- 2014 Abeille, Los jardines estatuarios